# Темников, Фёдор Евгеньевич
Фёдор Евгеньевич Темников    (сентябрь 1906 — октябрь 1993) — советский и российский ученый-системотехник. Доктор технических наук, профессор кафедры автоматики и телемеханики Московского энергетического института. Один из основателей российской школы информатики.

## Биография
В 1930 году, после окончания Горьковского государственного университета (ныне Нижегородский государственный университет имени Н. И. Лобачевского),  работал на Луганском тепловозостроительном заводе. Занимал должности инженера, начальника технического сектора, заместителя директора по научной части в Центральном научно-исследовательском институте организации и управления промышленности.
С середины 30-х годов работал в Московском энергетическом институте. В 1934 году Ф. Е. Темников  предложил метод развертывающего по времени импульсного преобразования  (метод динамической компенсации), на основе этого метода были созданы принципиально новые устройства (автоматические электронные мосты для регистрации температуры, искропишущие приборы). В 1939 году защитил кандидатскую диссертацию, получил учёную степень кандидата технических наук и звание доцента. В 1959 году защитил докторскую диссертацию, получил степень доктора технических наук и звание профессора. В МЭИ руководил кафедрой автоматики и телемеханики, потом —  заведующим кафедрой системотехники (1969—1972); обе кафедры в свое время были созданы по его инициативе.
В 1968 году по инициативе ученого была создана проблемная лаборатория автоматизированных информационных систем высшей школы (ПЛ АИС ВШ). На базе этой лаборатории позднее был создан Научно-исследовательский институт проблем высшей школы.
Ф. Е. Темников в 1963 году ввел в научный обход понятия «информатика», «телемеханика», «системотехника». Под руководством профессора Б. Е. Темникова было подготовлено и защищено около 60 докторских и кандидатских диссертаций.

## Труды
Профессор Б. Е. Темников является автором около 200 научных работ, среди них:
- Темников Ф. Е. Диспетчерское управление автоматизированным производством азотной кислоты//Организация управления. 1935. № 6.
- Темников Ф. Е. Автоматический контроль и учет в машиностроении. М., Л.: ОНТИ НИТП, 1935.
- Темников Ф. Е. Дистанционный контроль в промышленности. М., Л.: Госэнергоиздат, 1940.
- Темников Ф. Е. Приборы автоматического контроля, основанные на методе динамической компенсации//Химическая промышленность. 1947. № 8.
- Темников Ф. Е. Харченко Р. Р. Электрические измерения неэлектрических величин. М.:Госэнергоиздат, 1948.
- Темников Ф. Е. Теория развертывающих систем. Москва - Ленинград: Госэнергоиздат, 1963.
- Темников Ф. Е. Теоретические основы информационной техники. Ф. Е. Темников, В. А. Афонин, В. И. Дмитриев. Москва: Издательство «Энергия», 1971.
- Темников Ф. Е. Автоматические регистрирующие приборы. М. Машиностроение. 1968.
- Темников Ф. Е. Математические развертывающие системы. М. Энергия. 1970.